# Planetella atlantica
Planetella atlantica är en tvåvingeart som först beskrevs av Ephraim Porter Felt 1908.  Planetella atlantica ingår i släktet Planetella och familjen gallmyggor.
Artens utbredningsområde är New Jersey. Inga underarter finns listade i Catalogue of Life.